# Slovenská Kajňa
Slovenská Kajňa est un village de Slovaquie situé dans la région de Prešov.

## Histoire
Première mention écrite du village en 1334.

## Démographie

### Évolution de la population
| Année:               | 1994. | 2004.   | 2014.   | 2024.    |
| -------------------- | ----- | ------- | ------- | -------- |
| Nombre de personnes: | 826   | 815     | 781     | 701      |
| Différence:          |       | -1,33 % | -4,17 % | -10,24 % |

| Année:               | 2023. | 2024.   |
| -------------------- | ----- | ------- |
| Nombre de personnes: | 717   | 701     |
| Différence:          |       | -2,23 % |